# 2015~2016년 남서인도양 사이클론
이 문서는 2015년부터 2016년까지 발생하는 남서인도양에 발생하는 사이클론에 대해 기록하고 있다. 총 5개의 사이클론이 발생하였다.

## 활동한 사이클론

### 제8호 매우 강한 사이클론 판탈라
남서인도양에서 가장 강한 풍속을 가진 사이클론이자 남반구에서 발생한 사이클론 총에너지량 최대라는 기록을 세웠지만 2023년, 사이클론 프레디가 그 기록을 넘어섰다.

## 같이 보기
- 2015년 북인도양 사이클론
- 2016년 북인도양 사이클론
- 2015~2016년 남태평양 사이클론
- 2015~2016년 오스트레일리아 근해 사이클론